# North Key Largo
North Key Largo is een plaats (census-designated place) in de Amerikaanse staat Florida, en valt bestuurlijk gezien onder Monroe County.

## Demografie
Bij de volkstelling in 2000 werd het aantal inwoners vastgesteld op 1049.

## Geografie
Volgens het United States Census Bureau beslaat de plaats een oppervlakte van
50,9 km², waarvan 48,6 km² land en 2,3 km² water.

## Plaatsen in de nabije omgeving
De onderstaande figuur toont nabijgelegen plaatsen in een straal van 32 km rond North Key Largo.